# اچ‌ام‌اس اسپیدی (۱۷۹۸)
اچ‌ام‌اس اسپیدی (۱۷۹۸) (به انگلیسی: HMS Speedy (1798)) یک کشتی بود که طول آن Roughly 80ft بود. این کشتی در سال ۱۷۹۸ ساخته شد.